# Guennadi Kostiuchenko
Guennadi Gueorguíyevich Kostiuchenko (del ruso: Геннадий Георгиевич Костюченко) (Karagandá, 6 de junio de 1938 - ibídem, 8 de junio de 2014) fue un futbolista kazajo que jugaba en la demarcación de delantero.

## Biografía
Debutó en 1957 con el FC Spartak Almaty, aunque sólo jugó por un año, ya que en 1958 fue fichado por el FC Kairat Almaty hasta 1960, momento en el que volvió por otro año al FC Spartak Almaty. En 1961 fue traspasado al FC Shakhter Karagandá, ganando la Primera División de la Unión Soviética en 1962, marcando además durante su trayectoria en el club un total de 33 goles en 68 partidos. En 1965 fichó por el FC Dustlik, Y finalmente, un año después, tras fichar por el FC Bolat, se retiró como futbolista. Dos años después el FC Vostok Oskemen le fichó como entrenador, aunque su estancia del club fue de una temporada. En 1981 volvieron a ficharle por otra temporada, rescindiendo su contrato al acabar el año. Dos temporadas más tarde, fue el FC Shakhter Karagandá quien se hizo con sus servicios, por un año, al igual que en 2002, retirándose de los terrenos de juego en 2003.
Falleció el 8 de junio de 2014 en Karagandá a los 76 años de edad.

## Clubes

### Como futbolista
| Club                  | País              | Año         | Partidos | Goles |
| --------------------- | ----------------- | ----------- | -------- | ----- |
| FC Spartak Almaty     | RSS de Kazajistán | 1957 - 1958 | ¿?       | ¿?    |
| FC Kairat Almaty      | RSS de Kazajistán | 1958 - 1960 | 12       | 5     |
| FC Spartak Almaty     | RSS de Kazajistán | 1960 - 1961 | ¿?       | ¿?    |
| FC Shakhter Karagandá | RSS de Kazajistán | 1961 - 1965 | 68       | 33    |
| FC Dustlik            | RSS de Uzbekistán | 1965 - 1966 | 32       | 4     |
| FC Bolat              | RSS de Kazajistán | 1966 - 1967 | ¿?       | ¿?    |

### Como entrenador
| Club                  | País              | Año         |
| --------------------- | ----------------- | ----------- |
| FC Vostok Oskemen     | RSS de Kazajistán | 1969 - 1970 |
| FC Vostok Oskemen     | RSS de Kazajistán | 1981 - 1982 |
| FC Shakhter Karagandá | RSS de Kazajistán | 1984 - 1985 |
| FC Shakhter Karagandá | Kazajistán        | 2002 - 2003 |

## Palmarés

### Campeonatos nacionales
| Título                                 | Club                  | País            | Año  |
| -------------------------------------- | --------------------- | --------------- | ---- |
| Primera División de la Unión Soviética | FC Shakhter Karagandá | Unión Soviética | 1962 |